# 1492 Oppolzer
För andra betydelser, se Oppolzer.
1492 Oppolzer eller 1938 FL är en asteroid upptäckt 23 mars 1938 av den finske astronomen Yrjö Väisälä vid Storheikkilä observatorium. Asteroiden har fått sitt namn efter den österrikiske astronomen Theodor von Oppolzer.
Ockultationer av stjärnor har observerats.